# Дронык, Василий Васильевич
Василий Васильевич Дронык (род. 23 июня 2003, Москва) — российский хоккеист, нападающий. Игрок системы хоккейного клуба ЦСКА, выступающего в КХЛ. Мастер спорта России (2023).

## Карьера
Дронык начал заниматься хоккеем в московской школе «Спартака». Также на юниорском уровне выступал в школах «Белые медведи» и «Титан». С 2013 года перешёл в школу ЦСКА, где прошёл всю вертикаль развития вплоть до попадания в молодёжную команду «Красная армия», в которой с сезона 2020/2021 начал выступать на профессиональном уровне.
Осенью 2022 года начал привлекаться к тренировкам с основной командой ЦСКА. 28 ноября в домашней игре против «Витязя» дебютировал в КХЛ. 19 декабря 2022 года в матче с «Динамо» Минск забросил первую шайбу за ЦСКА.